# ريتشارد فوجت
ريتشارد فوجت (بالألمانية: Richard Vogt)‏ (و. 1894 – يناير 1979 م) هو مهندس فضاء جوي، ومهندس ألماني، ولد في شفايبيش غموند، توفي في سانتا باربارا، كاليفورنيا.

## التعليم
تعلم في جامعة شتوتغارت
.